# Свешников, Кирилл Михайлович
Кири́лл Миха́йлович Све́шников (10 февраля 1992, Санкт-Петербург) — российский шоссейный и трековый велогонщик, выступает за сборную России в различных дисциплинах начиная с 2009 года. Многократный чемпион всероссийских первенств, бронзовый призёр чемпионата мира, обладатель серебряной медали чемпионата Европы, победитель этапов Кубка мира. На соревнованиях представляет город Санкт-Петербург и команду «Локосфинкс», мастер спорта международного класса.

## Биография
Кирилл Свешников родился 10 февраля 1992 года в Санкт-Петербурге, рос в спортивной семье, в частности, его отец Михаил Свешников был рекордсменом мира по велотреку. Активно заниматься велоспортом начал в раннем детстве, проходил подготовку в школе-интернате № 357 «Олимпийские надежды» и в школе высшего спортивного мастерства «Локомотив», в разное время тренировался под руководством таких специалистов как А. В. Постернак, А. А. Кузнецов, О. В. Кравчук, В. В. Колосов. Состоит в санкт-петербургской велокоманде «Локосфинкс».
Первого серьёзного успеха добился в 2009 году, когда попал в юниорскую сборную России по шоссейному велоспорту и побывал на чемпионате мира среди юниоров в Москве, где финишировал девятым. Год спустя на треке выступил на юниорском чемпионате Европы в Санкт-Петербурге, выиграл серебряные медали в гонке по очкам и мэдисоне, стал чемпионом в командной гонке преследования. Также принял участие в мировом первенстве среди юниоров в Италии, выиграл бронзу в гонке по очкам и серебро в мэдисоне. Дебютировал на взрослом международном уровне, поучаствовав в этапе Кубка мира в Колумбии. Одновременно с этим участвовал в шоссейных гонках, сезон 2011 года практически полностью посвятил шоссе.
В 2012 году Свешников в гонке по очкам завоевал серебряную медаль на чемпионате Европы в литовском Паневежисе, помимо этого в той же дисциплине добыл серебро на этапе Кубка мира в Лондоне и в скрэтче одержал победу на этапе в Пекине. Соревновался в элитных веломногодневках Испании, Франции, Португалии, в том числе стартовал в «Вуэльте Мурсии», «Вуэльте Кастилии и Леона» и многих других гонках. На чемпионате мира 2013 года в Минске выиграл бронзовую медаль в гонке по очкам, дополнительно выступал в «Туре Словении», проехал все этапы знаменитой многодневной гонки «Тур де л'Авенир» во Франции. В 2014 году продолжил череду успешных выступлений, на треке одержал победу на этапе Кубка мира в Мексике, на шоссе участвовал в «Туре Бразилии» и прочих соревнованиях. В этом сезоне спортсмена заподозрили в применении кленбутерола, однако впоследствии он был оправдан — запрещённое вещество попало в кровь вместе со съеденной в Мексике говядиной.
За выдающиеся спортивные достижения удостоен почётного звания «Мастер спорта России международного класса».